# Hebridae
Hebridae Amyot & Serville, 1843, è una piccola famiglia di Rincoti Eterotteri acquaioli, comprendente circa 160 specie. La famiglia è l'unico raggruppamento sistematico compresa nella superfamiglia Hebroidea, ma altri schemi tassonomici la includono nella superfamiglia Gerroidea.

## Morfologia
Gli Hebridae sono insetti di dimensioni piuttosto piccole, con corpo lungo 1-3 mm, di colore grigio o verde, rivestito da una peluria vellutata.
Il capo è relativamente grande, provvisto di due ocelli ed ha occhi composti piccoli; le antenne sono composte da 5 articoli, di cui il 3° e il 4° sono allungati, talvolta solo 4 per fusione del 4° e 5° antennomero. Il rostro è composto di 4 segmenti e in posizione di riposo è alloggiato nella parte ventrale del capo e del torace e oltrepassa, per la sua lunghezza l'inserzione delle metacoxe.
Il torace mostra un pronoto trapezoidale, largo quanto l'addome. Le ali possono essere ben sviluppate oppure ridotte o assenti; hanno una ridotta venatura limitata alla parte prossimale, dove delimita una o due cellule. Le zampe sono relativamente brevi, con tarsi di due segmenti. Il primo tarsomero è molto breve, il secondo piuttosto lungo, con pretarso inserito all'apice, provvisto di due lunghe unghie.
L'addome è lungo, con gonapofisi ridotte sia nelle femmine sia nei maschi.

## Biologia e diffusione
Gli Hebridae sono diffusi in tutto il mondo; sono predatori a spese di piccoli Artropodi. Vivono in ambienti umidi d'acqua dolce, ma a differenza degli altri Gerromorfi, che in generale si trovano sulla superficie, questi insetti si insediano sull'asciutto in prossimità di specchi d'acqua. Si rinvengono perciò sulle sponde, sulle piante acquatiche, sui detriti umidi. Hanno tendenze gregarie.

## Sistematica
L'inquadramento sistematico della famiglia è controverso: alcune fonti, di varia datazione, riuniscono tutti i Gerromorfi, compresi quindi anche gli Hebridae, nella superfamiglia dei Gerroidea, che a sua volta sarebbe l'unico raggruppamento nell'ambito dei Gerromorpha , oppure inserita, come la generalità dei Rincoti acquatici, nell'infraordine dei Nepomorpha.
Fonti più recenti discernono fra Rincoti acquatici (Nepomorfi) e Rincoti acquaioli (Gerromorfi), distinguendo in questi ultimi più superfamiglie, fra cui quella degli Hebroidea con l'unica famiglia Hebridae .
Altre fonti , infine, considerano gli Hebridae come unici componenti della superfamiglia degli Hebroidea, a sua volta compresa nell'infraordine dei Nepomorpha.
Nell'ambito della famiglia si annoverano oltre 163 specie distribuite in sette generi  a loro volta ripartiti fra due sottofamiglie :
- Hebrinae
- Hyrcaninae